# Together We're Heavy
Together We're Heavy är The Polyphonic Sprees andra Studioalbum från 2004 och är producerat av Eric Drew Feldman, The Speekers och Jeff Levison.

## Låtlista
1. Section 11 (A Long Day Continues / We Sound Amazed) – 8:32
2. Section 12 (Hold Me Now) – 4:30
3. Section 13 (Diamonds / Mild Devotion To Majesty) – 4:55
4. Section 14 (Two Thousand Places) – 5:19
5. Section 15 (Ensure Your Reservation) – 1:39
6. Section 16 (One Man Show) – 4:58
7. Section 17 (Suitcase Calling) – 8:48
8. Section 18 (Everything Starts At The Seam) – 1:54
9. Section 19 (When The Fool Becomes A King) – 10:38
10. Section 20 (Together We're Heavy) – 6:30